# Requisição
Requisição é uma palavra originária do latim requisitio, de requirire (requerer, pedir) que significa requerimento, solicitação ou pedido.
Requisição pode ser também um documento que pode ser utilizado para solicitar produtos e suprir estoques.
Na linguagem jurídica, requisitar é requerer com autoridade ou exigir. Nesse sentido a requisição é a exigência legal, a ordem emanada da autoridade competente para que se cumpra, se preste ou se faça o que esta sendo ordenado. 
A requisição pode ser direcionada à prestação de um serviço, entrega de coisas ou comparecimento de pessoas.
No Direito administrativo, o instituto da Requisição Administrativa está prevista no Artigo 5, XXV da CF: “XXV - no caso de iminente perigo público, a autoridade competente poderá usar de propriedade particular, assegurada ao proprietário indenização ulterior, se houver dano;”
Requisitos:
- Perigo público iminente: calamidade, inundação, epidemia.
- Podem ser requisitados bens MÓVEIS FUNGÍVEIS, IMÓVEIS, SERVIÇOS.
- Situação temporária.
- Indemnização: Ulterior, se houver dano.
- Espécies de requisição:
  - Civil (relacionada à requisição de bens para proteger a vida, a saúde, a coletividade);
  - Militar (Artigo 137 da CF/88 – “Art. 137 - O Presidente da República pode, ouvidos o Conselho da República e o Conselho de Defesa Nacional, solicitar ao Congresso Nacional autorização para decretar o estado de sítio nos casos de: I - comoção grave de repercussão nacional ou ocorrência de fatos que comprovem a ineficácia de medida tomada durante o estado de defesa; II - declaração de estado de guerra ou resposta a agressão armada estrangeira.”  e Artigo 139 da CF/88: Art. 139 - Na vigência do estado de sítio decretado com fundamento no Art. 137, I, só poderão ser tomadas contra as pessoas as seguintes medidas: (...) VII - requisição de bens.).